# Sidi Abdellah Ou Said
Sidi Abdellah Ou Said  (in arabo سيدي عبد الله أو سعيد‎?) è un centro abitato e comune rurale del Marocco situato nella provincia di Taroudant, regione di Souss-Massa. Conta una popolazione di 3 463 abitanti (censimento 2014).